# Cymothoe hewitsoni
Cymothoe hewitsoni är en fjärilsart som beskrevs av Otto Staudinger 1889. Cymothoe hewitsoni ingår i släktet Cymothoe och familjen praktfjärilar. Inga underarter finns listade i Catalogue of Life.